# Jonathan Harris
Jonathan Harris (nacido Jonathan Daniel Charasuchin; en hebreo: ג'ונתן האריס; Nueva York, 6 de noviembre de 1914-Encino, 3 de noviembre de 2002) fue un actor estadounidense.

## Biografía
Jonathan Harris nació el 6 de noviembre de 1914 en El Bronx, Nueva York, en una familia muy pobre formada por sus padres Sam y Jennie Charasuchin, inmigrantes de origen judeoruso. 
En su adolescencia trabajó en una farmacia como ayudante por lo que decidió convertirse en farmacéutico aunque las obras de teatro lo harían probar suerte en el plató.
Al ser criado en Brooklyn, tenía un acento típico en el que pronunciaba alargando algunas vocales, por lo que empezó a mirar muchas películas inglesas para tratar de corregirlo; después empezó a trabajar en el Millpond Playhouse en Long Island. Su debut en Broadway fue en 1942 con la obra Heart of the City y durante la Segunda Guerra Mundial actuó en obras en el Pacífico Sur para las tropas norteamericanas. A su regreso a Nueva York empezó a prosperar en la televisión. Su primer gran éxito fue como actor secundario en la serie The Third Man (1959 hasta 1965) con la actuación de Michael Rennie quien ya era famoso por la película The Day the Earth Stood Still. El papel de Harris era el de doctor Bradford, el ayudante malhumorado y detallista de Rennie. Otras actuaciones en televisión que le siguieron, destacándose las siguientes: el personaje de Charles Dickens en Bonanza y un ladrón de bancos en The Outlaws. También interpretó el papel de Mr. Phillips en The Bill Dana Show (1963-1965). También interpretó el papel del Doctor en el episodio n.º 17, Twenty-Two, de la segunda temporada de la serie The Twilight Zone (1959-1964)

## Perdidos en el espacio
Sin embargo, el papel con el cual se haría famoso definitivamente fue en la serie Lost in Space. En ella Harris interpretó a un malvado y cobarde Dr. Smith, quien siempre discutía con el robot de la serie. El personaje, en vez de ser percibido como siniestro, se hizo querido por el público televisivo; también se hizo famoso por los sarcásticos insultos hacia el robot como “tú, santimonio cerebro de chatarra”. A pesar del éxito logrado, Lost in Space fue cancelado dejando a Harris encasillado en su personaje del cual nunca pudo librarse.
Otros papeles que tuvo fueron las de un invitado en el programa Lancester, un extravagante extranjero en Land of the Giants y un amable profesor en Night Gallery. Otras apariciones en televisión fueron en los años 1970. Desde 1977 a 1978 actuó en el papel de un comandante de 300 años de edad para la serie Space Academy; a partir de 1982 se dedicó a prestar su voz para comerciales y dibujos animados. Su trabajo más reciente fue en la película animada de Disney A Bug's Life.
Harris murió el 3 de noviembre de 2002 en Encino, California, de un ataque al corazón, a días antes de su 88.º cumpleaños. Sus restos se encuentran en el Cementerio Westwood Village Memorial Park de Los Ángeles, California. Previamente, había pasado sus últimos años haciendo giras por los Estados Unidos participando en convenciones de fan de la serie Lost in Space.

## Filmografía
- 1963 - Bonanza - T5 E2
- 1978 - Last of the Good Guys - Dr. Cropotkin
- 1998 - Bichos - (voz)
- 1999 - Toy Story 2 - (voz)

- Datos: Q1287014
- Multimedia: Jonathan Harris / Q1287014